# Digitaria brownii
Digitaria brownii là một loài thực vật có hoa trong họ Hòa thảo. Loài này được (Roem. & Schult.) Hughes mô tả khoa học đầu tiên năm 1923.

## Hình ảnh

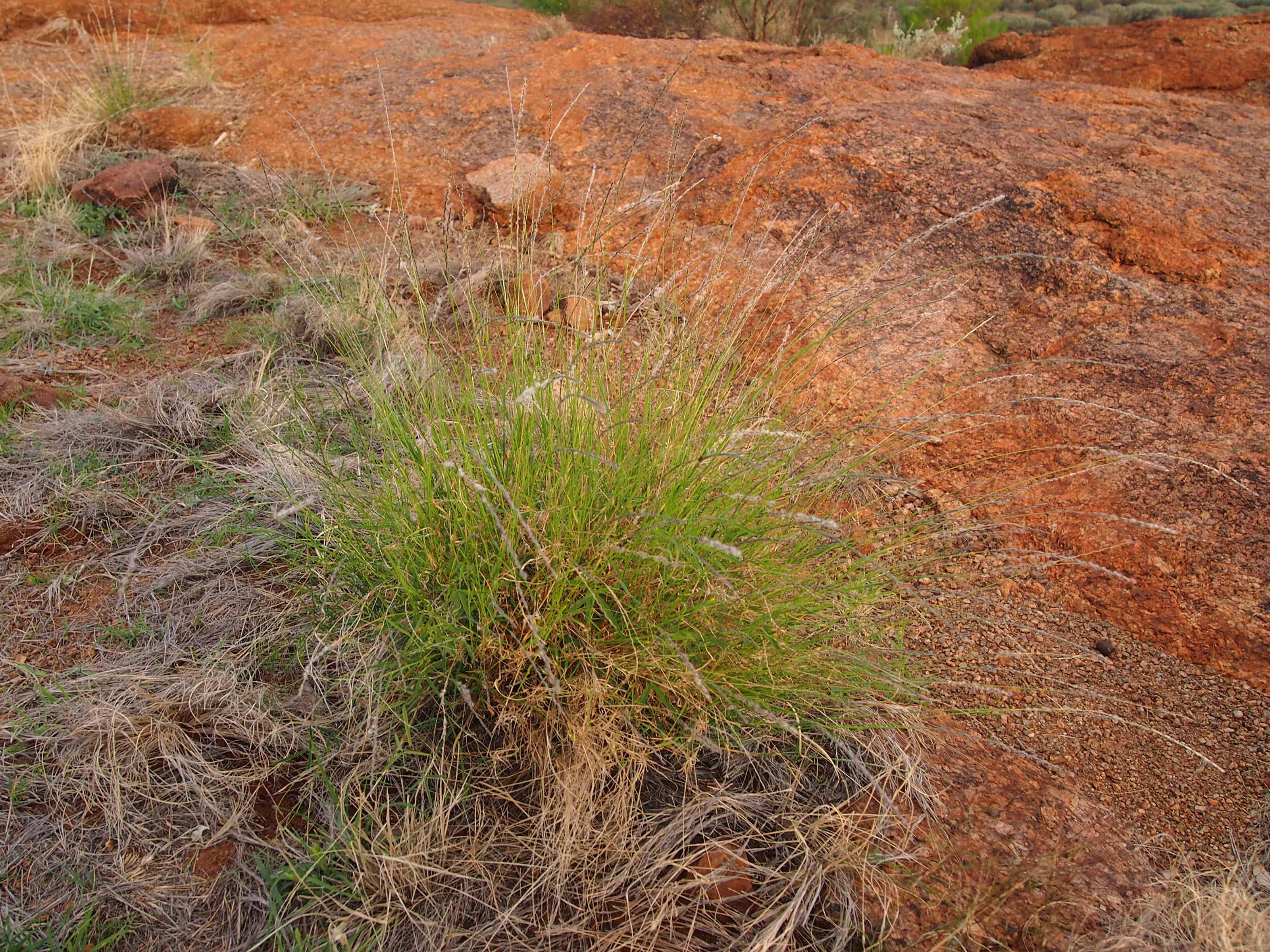
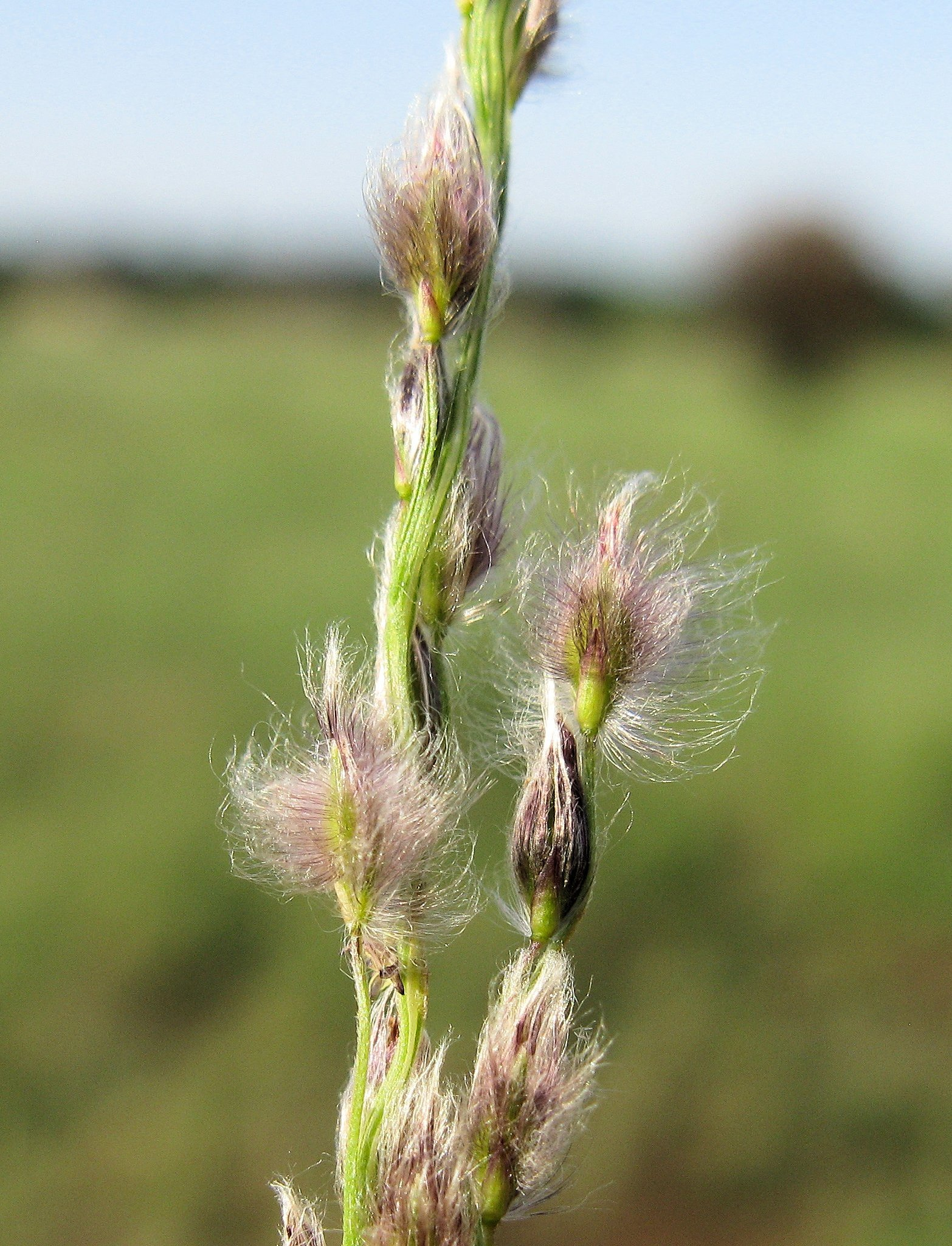